# Zwartstaartmonarch
De zwartstaartmonarch (Mayrornis lessoni) is een zangvogel uit de familie Monarchidae (monarchen). De soort werd in 1846 beschreven als Rhipidura lessoni en in 1932 door de Amerikaanse ornitholoog Alexander Wetmore in een apart geslacht Mayrornis geplaatst, een eerbetoon aan zijn collega Ernst Mayr.

## Verspreiding en leefgebied
Deze soort is endemisch op Fiji en telt twee ondersoorten:
- M. l. lessoni: westelijk en centraal Fiji.
- M. l. orientalis: oostelijk Fiji.

## Status
De grootte van de populatie is niet gekwantificeerd maar de soort wordt omschreven als vrij algemeen. Op de Rode lijst van de IUCN heeft deze soort de status niet bedreigd.